# Andronik II Paleolog
Andronik II Paleolog zwany Starszym (ur. 25 marca 1259 w Konstantynopolu; zm. 13 lutego 1332 w Konstantynopolu) – cesarz bizantyński, najstarszy syn Michała VIII Paleologa i Teodory Doukainy Watatziny, wnuczki cesarza Jana III Watatzesa. Mąż Anny Węgierskiej – córki Stefana V króla Węgier. Po śmierci Anny żonaty z Jolantą z Montferratu.

## Kronika panowania
- 1272 – koronacja na współcesarza u boku ojca, Michała VIII
- 1282 – początek samodzielnego panowania; anulowanie unii lyońskiej z 1274 r.
- 1284 – ślub z Jolantą z Montferratu
- 1294–1299 - wsparcie dla Genui w wojnie z Wenecją, okupione dotkliwymi stratami
- 1302 – dotkliwa klęska w starciu z wojskami Osmana pod Bafeus (Vafevs) w Azji Mniejszej
- 1302 – wynajęcie Kompanii Katalońskiej pod komendą Rogera de Flor
- 1304 – zwycięska kampania azjatycka Kompanii Katalońskiej przeciw Turkom
- 1305 – zamordowanie Rogera de Flor w Adrianopolu i wybuch walk katalońsko-bizantyńskich (trwały do 1309 r.)
- 1320 – przedwczesna śmierć najstarszego syna Andronika, dziedzica tronu Michała IX
- 1321–1328 – przegrana wojna domowa z wnukiem i imiennikiem, Andronikiem III
- 1328 – reforma skarbowa
- 1328 – zmuszony przez wnuka do abdykacji, wstąpił do monasteru

## Życiorys
Andronik II był pobożnym intelektualistą, zręcznym dyplomatą i rozważnym administratorem na tronie bizantyńskim. Seria nieszczęść, jakie spadły na Cesarstwo za jego panowania, często wypacza ocenę dokonań tej postaci, szczególnie w zestawieniu z poprzednikiem, wojowniczym Michałem VIII, okrytym chwałą restauratora Bizancjum. Andronik nie lubił ojca, diametralnie różnił się odeń temperamentem, a na dodatek musiał stawić czoła trudnemu dziedzictwu rządów Michała. W trosce o spójność państwa natychmiast anulował unię lyońską (z 1274). Usunął patriarchę Jana Bekkosa i przywrócił na tron patriarchę Józefa. Wraz z kolejnym patriarchą Nifonem doprowadził do zakończenia konfliktu ze stronnictwem arsenitów - zwolenników patriarchy Arseniusza, obalonego przez Michała VIII.

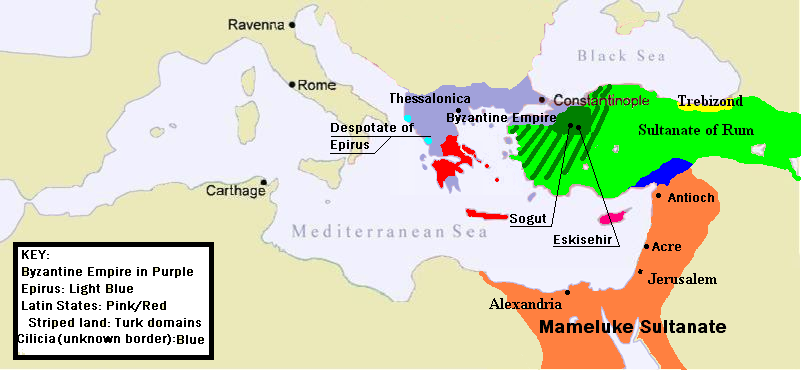
Mapa ukazująca Bałkany, Anatolię i Bliski Wschód w 1328 r.

Usiłował zahamować postępy tureckie w zaniedbanej Azji Mniejszej uciekając się do rekrutowania najemników i zabezpieczyć pozycję Bizancjum na Bałkanach poprzez przyjaźń z Serbią (1299). Realizację pierwszego zadania okupił ruiną finansową i spustoszeniem państwa przez Katalończyków, a drugiego – tragicznym losem swej pięcioletniej córeczki Symonidy oddanej za żonę brutalnemu Stefanowi Urošowi II Milutinowi (1282–1321) i utratą północnej Macedonii na rzecz Serbów.
W trakcie jego rządów doszło do dalszego upadku gospodarczego państwa. Andronik II dewaluował monetę i podwyższał podatki by ratować skarb Cesarstwa. Z oszczędności zmniejszył armię i zrezygnował z utrzymywania floty, co okazało się dużym błędem strategicznym.
Bizancjum uległo w tych latach dalszej feudalizacji i decentralizacji, a niemal cała Anatolia padła łupem Osmanów, którzy w 1326 roku zdobyli Bursę. Fatalny okres rządów Andronika zakończyła abdykacja w wyniku przegranej z wnukiem i imiennikiem, Andronikiem III (1328–1341), kolejnej wojny domowej, która pogłębiła rozkład Cesarstwa.

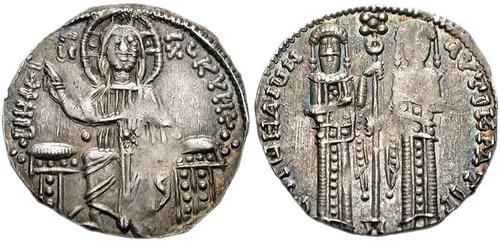
Bazylikon przedstawiający Jezusa Chrystusa (po lewej) oraz Andronika II wraz z synem Michałem IX (po prawej).

Mimo klęsk politycznych Cesarstwo przeżywało rozwój kultury i nauki. W otoczeniu Andronika II znajdowali się pisarz Teodor Metochita, uczony Nicefor Chumnos, historycy Jerzy Pachymeres oraz Nicefor Gregoras.

Anatolijskie władztwa (tur. beyliki) pod koniec panowania Andronika II.

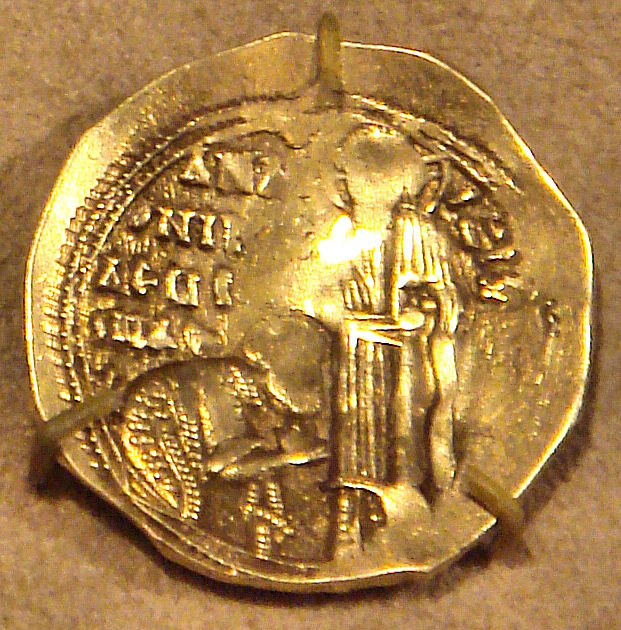
Złoty Hyperpyron przedstawiający klęczącego Andronika II przed Chrystusem.

## Rodzina
Z Anną Węgierską miał dwóch synów:

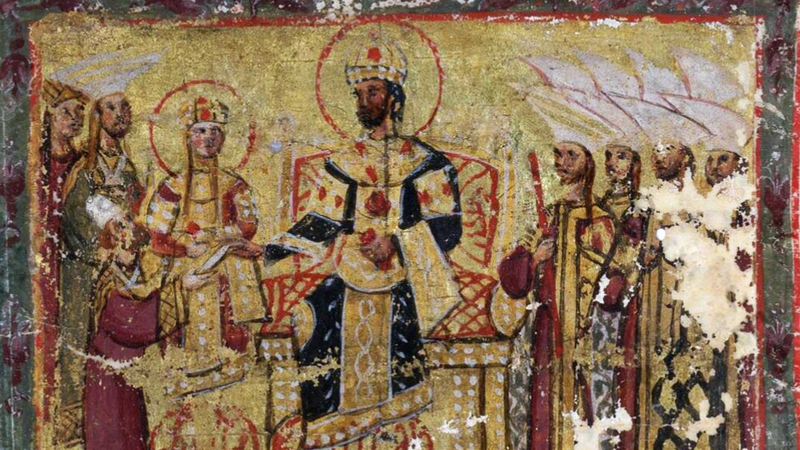
Zaślubiny Anny Węgierskiej z Andronikiem II.

- Michała IX Paleologa – współcesarz w latach 1294–1320
- Konstantyna Paleologa – despotesa Tesaloniki

Natomiast z Jolantą z Montferratu doczekał się trójki dzieci:
- Jana Paleologa (zm. 1307) – despotesa Tesaloniki
- Bartłomieja Paleologa (zm. 1289) – zmarł jako niemowle
- Teodora Paleologa (zm. 1338) – markiza Montferratu
- Symonidę Paleologinę (zm. 1340) – żonę króla Serbii Urosza II Milutina
- Teodorę Paleologginę (zm. 1295) – zmarła młodo
- Demetriusza Paleologa (zm. po 1343)
- Izaaka Paleologa (zm. 1299) – zmarł młodo.

Bękarci:
- Irena – żona Mahmuda Ghazana (chan Persji), później żona Jana II Angelosa (władca Tesalii)
- Maria – żona Toktata (chan Złotej Ordy)
- Córka nieznana z imienia – żona Oldżajtula (chan Ilchanidów).

Małżeństwo z Jolantą z Montferratu nie należało do udanych, a sama Jolanta za stosunek do męża i wtrącanie się do polityki była krytykowana przez bizantyjskich historyków.